# 이목초등학교
이목초등학교는 대한민국 전라남도 여수시 화양면 이목리 1393에 있었던 공립 초등학교이다.

## 연혁
- 1962년 8월 31일 화양국민학교 이목분교장 인가
- 1963년 3월 15일 2학급 3년제로 개교
- 1966년 3월 1일 이목국민학교로 독립
- 1996년 3월 1일 이목초등학교로 개칭
- 1999년 9월 1일 폐교